# Niccolò Pisano

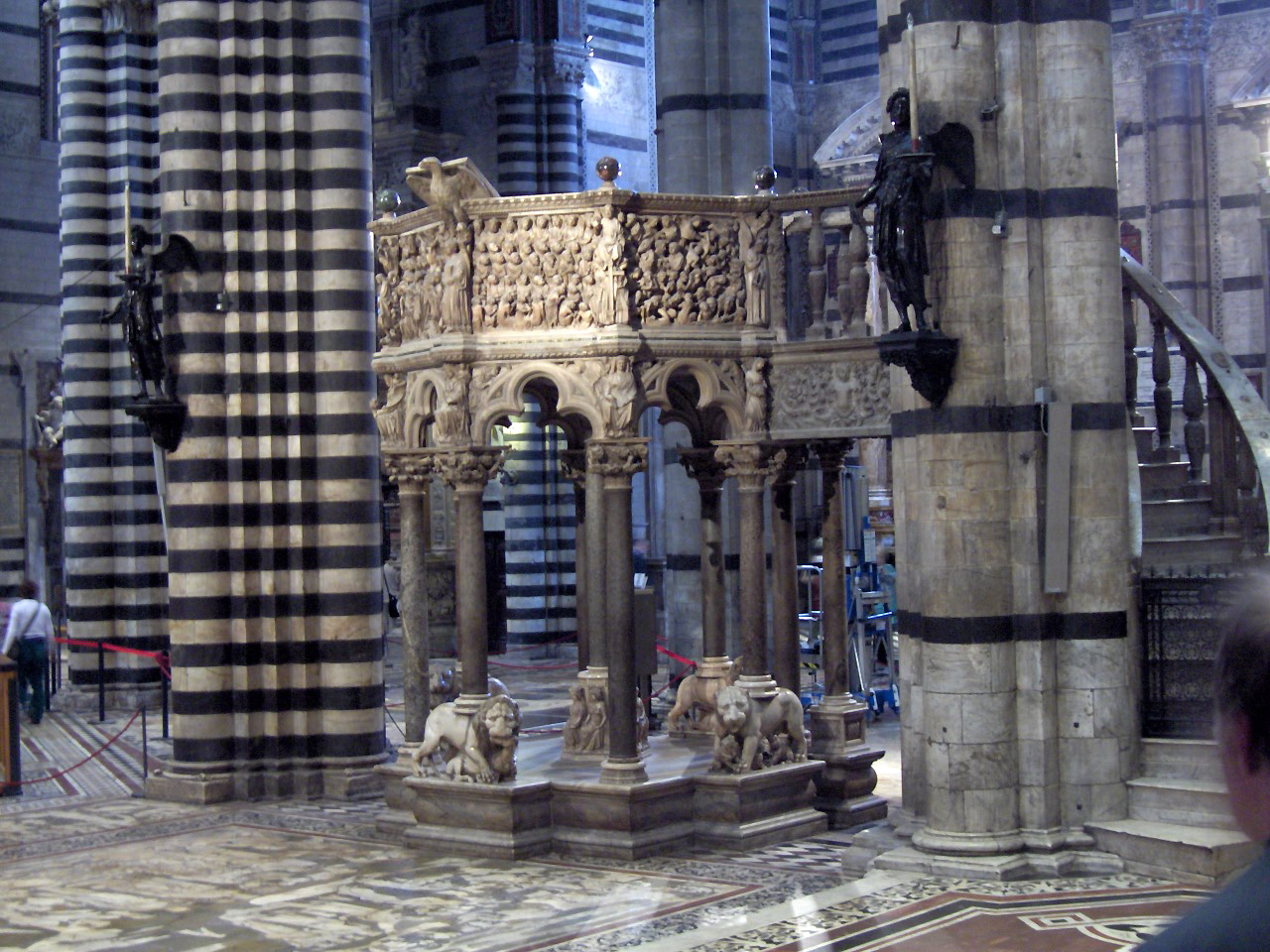
Kanzel im Dom von Siena

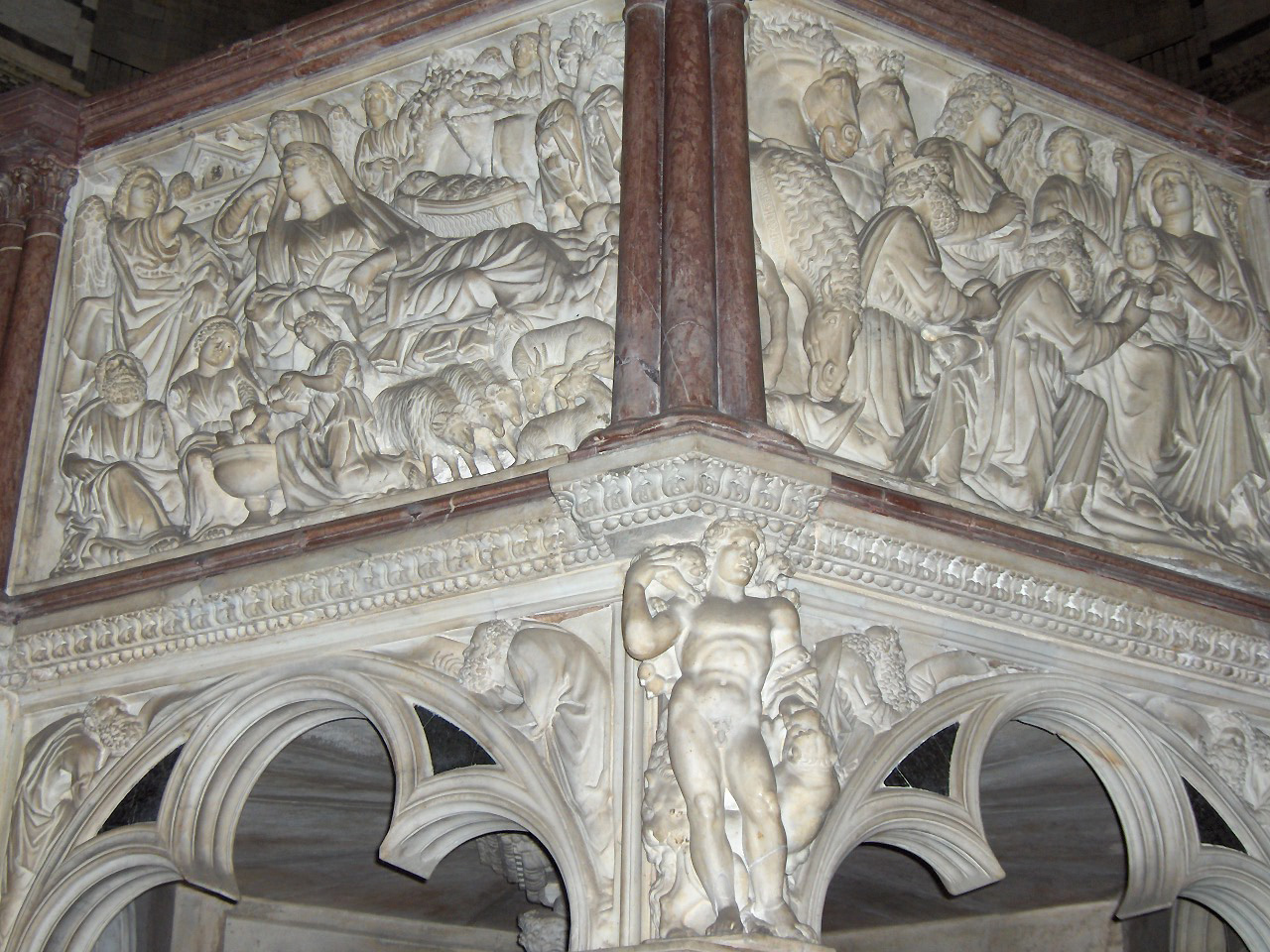
Nicola Pisano, Kanzel im Baptisterium von Pisa

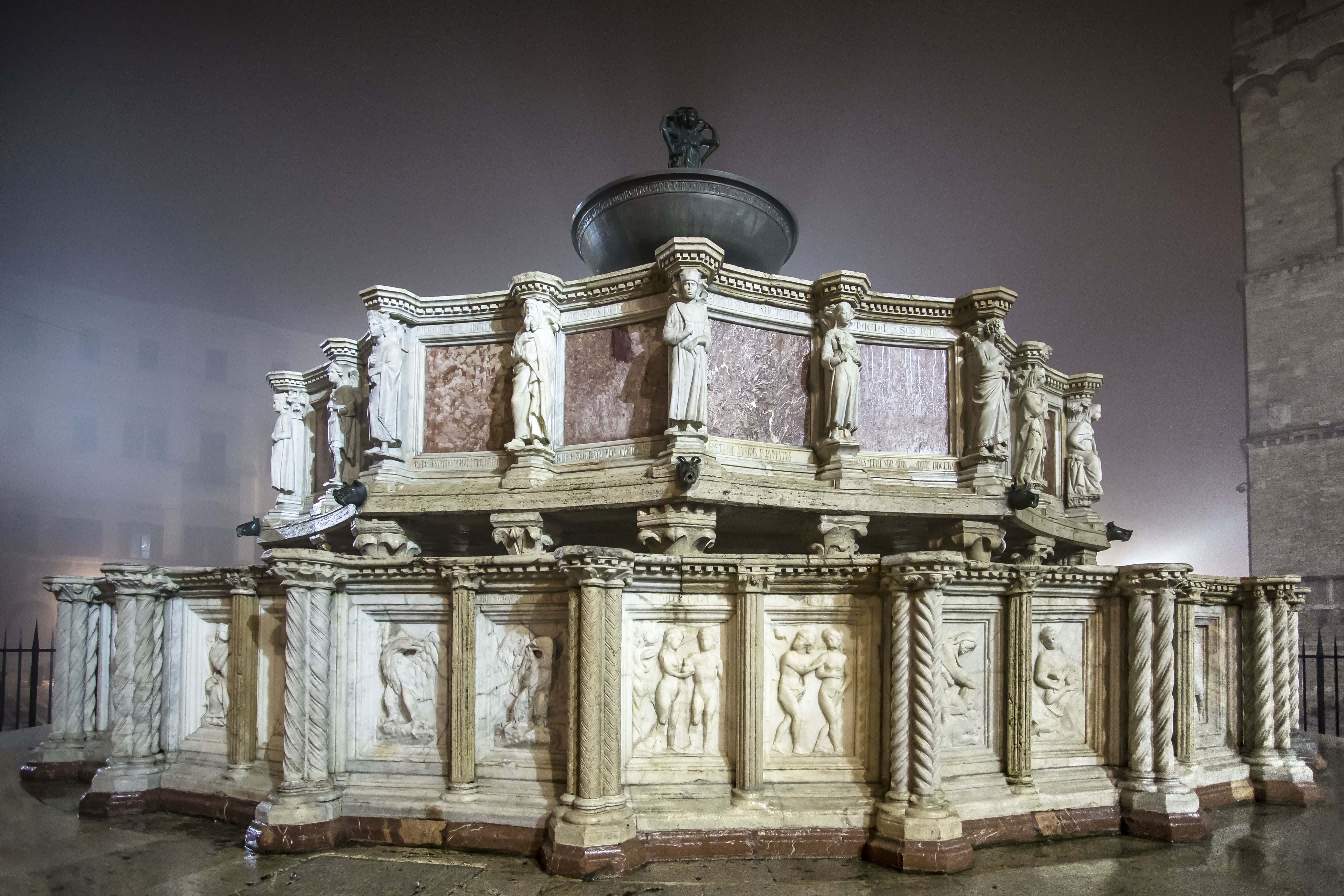
Nicola Pisano und Mitarbeiter, Fontana Maggiore, Perugia

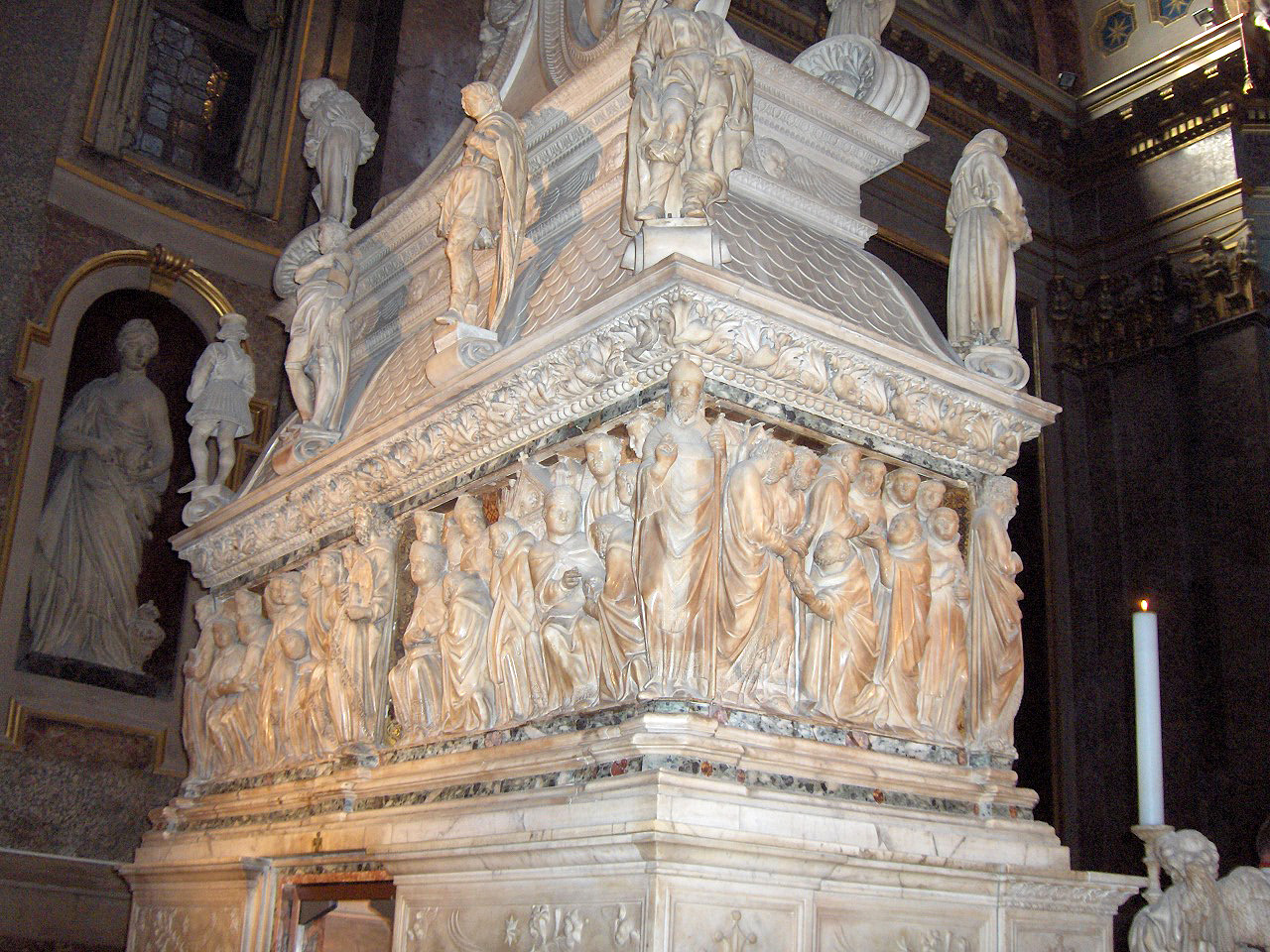
Nicola Pisano, Arca di San Domenico, San Domenico, Bologna

Nicola Pisano, auch Niccolò Pisano (* 1210/20 in Apulien; † zwischen 1278 und 1284 vermutlich in Pisa), war ein in Apulien, der Toskana und der Emilia-Romagna tätiger Bildhauer. Seine Werke kennzeichnet ein selbstbewusster Umgang mit römisch-antiken Formen und die intensive Darstellung von Affekten.

## Leben und Werk
Nicola – die Bezeichnung Pisano (ital. für Pisaner) ist erst später nachzuweisen –  wurde wahrscheinlich als Sohn eines Steinmetzen geboren. Er hat vermutlich in der süditalienischen Bildhauerwerkstatt, die mit der höfischen Kultur Friedrich II. in Verbindung stand, sein Handwerk gelernt, eventuell um den Kreis von Niccolò di Bartolommeo da Foggia, von dem u. a. die Kanzel für Ravello stammt.
Vermutlich zog er um 1250 nach Pisa. Dort eröffnete er eine eigene Werkstatt, deren erster belegter Auftrag die Anfertigung einer Kanzel für das Baptisterium in Pisa ist. Diese wurde 1259/60 vollendet und war die erste bedeutende italienische Kanzel dieser Art. Er soll auch gemeinsam mit seinem Sohn Giovanni ab 1260 das Äußere des Baptisteriums gestaltet haben.
Seine plastischen Hauptwerke sind allerdings die Marmorkanzeln im Baptisterium zu Pisa mit sechseckigem Grundriss und im Dom zu Siena (1265–1268) mit oktogonalem Grundriss, deren Brüstungen mit figurenreichen Reliefs aus dem Neuen Testament versehen sind.
Ein weiteres bedeutendes Werk von Nicola Pisano ist die Gestaltung des Grabmonuments des heiligen Dominikus in Bologna, der Arca di San Domenico von etwa 1264. Das letzte gesicherte Werk seiner Werkstatt ist der Marmorbrunnen (Fontana Maggiore) in Perugia (1277–1280), der ebenfalls mit Reliefs und Statuetten ausgestattet wurde, die die Monatszyklen sowie die sieben freien Künste zum Thema haben.
Mitarbeiter und Schüler seiner Werkstatt waren u. a. Arnolfo di Cambio, Fra Guglielmo Agnelli, Lapo, Donato di Ricevuto und Nicola Pisanos Sohn Giovanni, der an dem Bau der Kanzeln sowie dem Brunnen in Perugia mitwirkte. Nach Niccolòs Tod schuf er bedeutende Werke und wurde Dombaumeister von Siena.
Der nach 1270 gefertigte Brunnen in Pistoia wurde von den Mitarbeitern Donato und Lapo nach Entwürfen Niccolòs angefertigt. Der Brunnen am Domplatz von Perugia ist ebenfalls ein Gemeinschaftswerk, zusammen mit seinem Sohn Giovanni und Arnolfo di Cambio.
Pisano ragte weit über seine unmittelbaren Vorgänger hinaus. Zwar behielt auch er die traditionellen, vorwiegend byzantinischen Kompositionsmotive bei; doch hat er durch das Studium der Antike, speziell der spätantiken Sarkophagplastik, den Anstoß zu einer neuen Formenbildung gegeben. Die Kanzeln und Brunnen im Allgemeinen, aber besonders die Reliefs beinhalten ein reiches ikonographisches Programm. Die Hochreliefs sind mit ruhig bewegten und natürlich gestalteten Figuren dicht gefüllt, die sowohl auf Beobachtungen am lebenden Menschen als auch auf ein genaues Studium antiker Bildwerke schließen lassen.

### Architektonisches Werk
Die Nicola Pisano von Giorgio Vasari in seinen Viten zugeschriebenen Bauten stammen wahrscheinlich nicht von ihm; Belege für eine Tätigkeit als Baumeister gibt es nicht.

## Werkliste (gesichert)
- 1259: Kanzel im Baptisterium von Pisa
- 1264: Teile des Arca di San Domenico in Bologna
- 1265–1268: Kanzel im Dom in Siena
- 1265–1268: Fragment eines Verkündigungsengels (ursprünglich aus der Domkanzel in Siena), Skulpturensammlung und Museum für Byzantinische Kunst in Berlin[3]
- 1277–1280: Fontana Maggiore (vielleicht auch die Bronzegreifen) in Perugia